# Hrabstwo Kingsbury
Hrabstwo Kingsbury (ang. Kingsbury County) – hrabstwo w stanie Dakota Południowa w Stanach Zjednoczonych. Obszar całkowity hrabstwa obejmuje powierzchnię 863,67 mil² (2236,89 km²). Według szacunków United States Census Bureau w roku 2009 miało 5308 mieszkańców.
Hrabstwo powstało w 1873 roku. Na jego terenie znajdują się następujące gminy (townships): Baker, Denver, Esmond, Hartland, Le Sueur, Manchester, Mathews, Spirit Lake, Spring Lake.

## Miejscowości
- Badger
- Bancroft
- De Smet
- Erwin
- Hetland
- Oldham
- Lake Preston